# Grant Dawson
Grant Dawson (Stromsburg, 20 de fevereiro de 1994) é um lutador americano de artes marciais mistas, atualmente competindo na divisão dos penas do Ultimate Fighting Championship.

## Início
Nascido e criado em Stromsburg, Nebraska, Dawson disputou competições de Wrestling enquanto estava no ensino médio, terminando o último ano com um cartel de 40-8.

## Carreira no MMA

### Ultimate Fighting Championship
Dawson fez sua estreia no UFC em 9 de março de 2019 no UFC Fight Night: Lewis vs. dos Santos contra Julian Erosa. Ele venceu por decisão unânime.
Sua próxima luta veio em 18 de maio de 2019 no UFC Fight Night: dos Anjos vs. Lee contra Michael Trizano. Ele venceu por finalização no segundo round.
Dawson enfrentou Darrick Minner em 29 de fevereiro de 2020 no UFC Fight Night: Benavidez vs. Figueiredo. Ele venceu por finalização no segundo round.

## Cartel no MMA
| Cartel no MMA   |             |           |
| 20 lutas        | 18 vitórias | 1 derrota |
| Por nocaute     | 4           | 1         |
| Por finalização | 12          | 0         |
| Por decisão     | 2           | 0         |
| Empates         | 1           | 1         |

| Res.    | Cartel | Oponente          | Método                                | Evento                                      | Data       | Round | Tempo | Local                  | Notas                                                   |
| ------- | ------ | ----------------- | ------------------------------------- | ------------------------------------------- | ---------- | ----- | ----- | ---------------------- | ------------------------------------------------------- |
| Vitória | 18–1–1 | Jared Gordon      | Finalização (mata-leão)               | UFC on ESPN: Font vs. Vera                  | 30/04/2022 | 3     | 4:11  | Las Vegas, Nevada      |                                                         |
| Empate  | 17-1-1 | Rick Glenn        | Empate (Majoritário)                  | UFC Fight Night: Costa vs. Vettori          | 23/10/2021 | 3     | 5:00  | Enterprise, Nevada     |                                                         |
| Vitória | 17-1   | Leonardo Santos   | Nocaute (socos)                       | UFC on ESPN: Brunson vs. Holland            | 20/03/2021 | 3     | 4:59  | Las Vegas, Nevada      | Performance da Noite.                                   |
| Vitória | 16-1   | Nad Narimani      | Decisão (unânime)                     | UFC Fight Night: Figueiredo vs. Benavidez 2 | 18/07/2020 | 3     | 5:00  | Abu Dhabi              |                                                         |
| Vitória | 15–1   | Darrick Minner    | Finalização (mata-leão)               | UFC Fight Night: Benavidez vs. Figueiredo   | 29/02/2020 | 2     | 1:38  | Norfolk, Virginia      |                                                         |
| Vitória | 14–1   | Michael Trizano   | Finalização (mata-leão)               | UFC Fight Night: dos Anjos vs. Lee          | 18/05/2019 | 2     | 2:27  | Rochester, New York    |                                                         |
| Vitória | 13–1   | Julian Erosa      | Decisão (unânime)                     | UFC Fight Night: Lewis vs. dos Santos       | 09/03/2019 | 3     | 5:00  | Wichita, Kansas        |                                                         |
| Vitória | 12–1   | Adrian Diaz       | Finalização (mata-leão)               | Dana White Contender Series 1               | 17/08/2017 | 2     | 1:15  | Las Vegas, Nevada      |                                                         |
| Vitória | 11–1   | Mike Plazola      | Finalização (triângulo)               | Kansas City Fighting Alliance 20            | 01/10/2016 | 1     | 3:49  | Independence, Missouri | Volta aos Penas.                                        |
| Vitória | 10–1   | Christian Camp    | Nocaute técnico (cotoveladas e socos) | VFC 52                                      | 16/07/2016 | 2     | 1:43  | Omaha, Nebraska        |                                                         |
| Derrota | 9–1    | Hugh Pulley       | Nocaute técnico (socos)               | Kansas City Fighting Alliance 18            | 30/04/2016 | 1     | 0:35  | Independence, Missouri |                                                         |
| Vitória | 9–0    | Robert Washington | Nocaute técnico (socos)               | Titan FC 37                                 | 04/03/2016 | 2     | 2:08  | Ridgefield, Washington |                                                         |
| Vitória | 8–0    | Bryce Logan       | Nocaute técnico (socos)               | Victory Fighting Championship 47            | 29/01/2016 | 2     | 3:12  | Omaha, Nebraska        | Volta aos Leves.                                        |
| Vitória | 7–0    | Andrew Carrillo   | Finalização (mata-leão)               | Kansas City Fighting Alliance 15            | 15/08/2015 | 1     | 3:21  | Grandview, Missouri    |                                                         |
| Vitória | 6–0    | Danny Tims        | Finalização (mata-leão)               | Kansas City Fighting Alliance 15            | 15/08/2015 | 1     | 4:15  | Grandview, Missouri    | Estreia nos Penas.                                      |
| Virória | 5–0    | Chris McDaniel    | Finalização (mata-leão)               | ShoFight: Branson Brawl                     | 09/05/2015 | 1     | 4:07  | Branson, Missouri      |                                                         |
| Vitória | 4–0    | James Smith       | Finalização (mata-leão)               | Victory Fighting Championship 45            | 04/04/2015 | 1     | 2:30  | Ralston, Nebraska      |                                                         |
| Vitória | 3–0    | Adam Rider        | Finalização (mata-leão)               | Shamrock FC: Heavy Artillery                | 07/03/2015 | 1     | 1:45  | Kansas City, Missouri  | Luta no Peso Casado (150 lbs); Dawson não bateu o peso. |
| Vitória | 2–0    | Matt Williams     | Finalização (chave de braço)          | DCS 12                                      | 05/12/2014 | 1     | 2:29  | Lincoln, Nebraska      |                                                         |
| Vitória | 1–0    | Jeremiah Denson   | Finalização (mata-leão)               | Omaha Fight Club 100                        | 05/08/2014 | 2     | 2:29  | Omaha, Nebraska        |                                                         |